# Hook, Luân Đôn
Hook là một vùng nằm ở phía tây nam Luân Đôn, Anh, thuộc Khu Hoàng gia Kingston upon Thames và nằm cách 21,7 km về phía tây nam Charing Cross.
Hook vốn là một tiểu khu dân cư thuộc Khu tự quản đô thị Surbiton từ năm 1895. Đến năm 1965, một phần khu vực trước kia của Hook chuyển nhập vào vùng Đại Luân Đôn, phần khác vẫn thuộc khu vực nằm ngoài Đại Luân Đôn.
Dân số theo thống kê năm 2007 là 19.433 người.